# Erpetogomphus sabaleticus
Erpetogomphus sabaleticus är en trollsländeart som beskrevs av Williamson 1918. Erpetogomphus sabaleticus ingår i släktet Erpetogomphus och familjen flodtrollsländor. IUCN kategoriserar arten globalt som livskraftig. Inga underarter finns listade i Catalogue of Life.